# 岩沼警察署
岩沼警察署（いわぬまけいさつしょ）は、宮城県警察が管轄する警察署のひとつである。

## 管轄区域
- 名取市
- 岩沼市

## 所在地
- 宮城県岩沼市末広二丁目1番23号

## 沿革
- 1881年 - 仙台警察署岩沼分署として発足。
- 1887年 - 岩沼警察署として独立。

## 内部組織
- 会計課
  - 会計係

- 警務課
  - 警務係
  - 相談係
  - 被害者支援係

- 留置管理課
  - 留置管理係

- 生活安全課
  - 生活安全係
  - 少年・生活安全捜査係

- 地域課
  - 地域係
  - 自動車警ら係

- 刑事課
  - 捜査庶務係
  - 捜査第一係
  - 捜査第二係
  - 鑑識係

- 交通課
  - 交通指導係
  - 交通事故捜査係

- 警備課
  - 警備係

## 交番

### 岩沼市
- 署所在地交番 - 岩沼市末広2丁目1番23号（岩沼警察署内）

### 名取市
- 増田交番[注 1] - 名取市増田5丁目18番30号
- 高館交番 - 名取市高舘吉田字長六反130番3
- 館腰交番 - 名取市植松4丁目18番10号

## 派出所

### 名取市
- 仙台空港警備派出所 - 名取市下増田字南原（仙台国際空港内）

## 駐在所

### 岩沼市
- 千貫駐在所 - 岩沼市松ヶ丘4丁目3番地13
- 早股駐在所 - 岩沼市早股字松原333
- 下野郷駐在所 - 岩沼市下野郷字舘外2番地14

### 名取市
- 閖上駐在所 - 名取市閖上西2丁目7番地の13
- 下増田駐在所 - 名取市美田園7丁目18番8